# اندی هسنتالر
اندی هسنتالر (انگلیسی: Andy Hessenthaler؛ زادهٔ ۱۷ اوت ۱۹۶۵) بازیکن فوتبال اهل بریتانیا است.
از باشگاه‌هایی که در آن بازی کرده‌است می‌توان به باشگاه فوتبال چارلتون اتلتیک، باشگاه فوتبال دارتفورد، باشگاه فوتبال کوریتیان هارتلی، باشگاه فوتبال هال سیتی، باشگاه فوتبال گیلینگام، باشگاه فوتبال بارنت، باشگاه فوتبال واتفورد، و باشگاه فوتبال دوور اتلتیک اشاره کرد.
وی همچنین در تیم ملی فوتبال England National Game XI بازی کرده‌است.